# Maria Kong
Maria Kong és una companyia israeliana de dansa i arts escèniques. El grup és conegut per incloure efectes teatrals visuals i auditius inusuals als seus espectacles mitjançant l'ús de tecnologia digital.

## Història

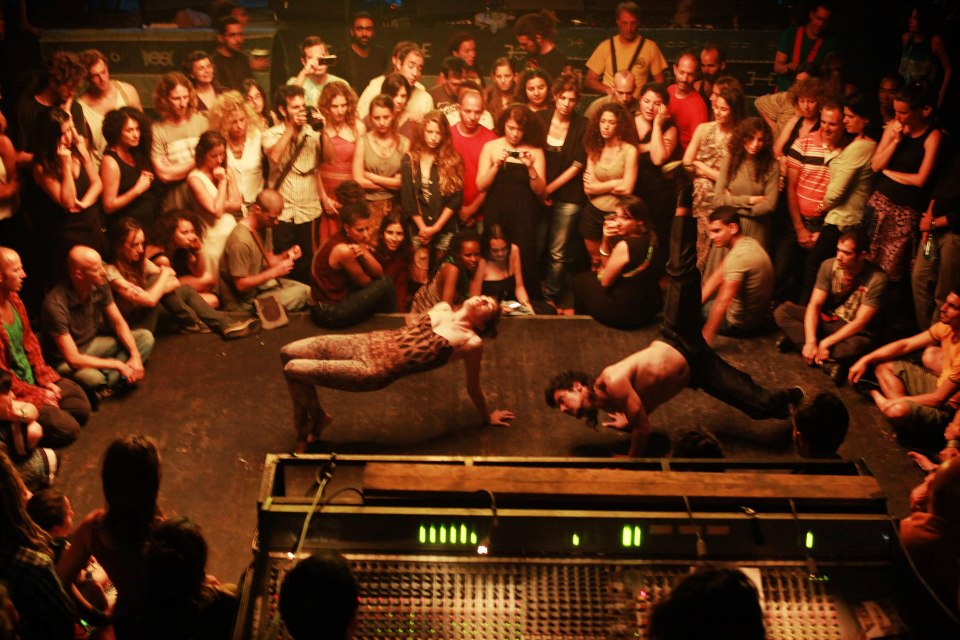
Maria Kong a Tel-Aviv.

Maria Kong va ser fundada el 2009 a Tel-Aviv, Israel per Anderson Braz, Talia Landa, Leo Lerus i Yaara Moses, tots ex-ballarins de la Companyia de Dansa Batsheva. La seva presentació debut, Fling, es va estrenar el 2010 al Teatre Nachmani de Tel-Aviv, incorporant dansa amb experiments tecnològics.

## Gires internacionals
El 2011 i novament el 2012, Maria Kong va actuar al Festival Dancing Poznan a Poznań, Polònia. El 2012, el grup també va actuar a l'Exposició Drupa a Düsseldorf, Alemanya. El grup va estrenar un nou ball, Open Source, coreografiat per Landa.
El 2013 van actuar a l'Open Stage Festival a Tarnów, Polònia i al Beijing Dance Festival a Pequín, a la República Popular de la Xina.
L'any 2014, Maria Kong va actuar al Festival Internacional de les Arts de Nova Deli, a Índia ; el Festival Dance Ga Mitai a Tòquio, Japó; el Festival Internacional de Teatre Alternatiu de Novi Sad, Sèrbia ; el Dansa Nova - Festival Internacional De Lima, a Lima, Perú; el Festival Internacional de Teatre de Sibiu, a Sibiu, Romania; va realitzar actuacions a Białystok, Polònia i a Busan, a Corea del Sud.
La companyia va continuar de gira al Canadà el 2015, visitant Vancouver, a la Colúmbia Britànica. Els ballarins van actuar al Festival Internacional de Dansa de Vancouver i al Festival Chutzpah. El grup va tornar a fer una gira pel Canadà el 2016 amb l'espectacle digital de dansa Open Source, que va incloure espectacles a Montreal i a Vancouver.
En un dels seus espectacles, Open Source, van fer servir guants digitals a l'escenari, dissenyats pel membre del grup Ori Ben-Shabat i desenvolupats amb l'ajuda de programació de codi obert. El programari de codi obert va permetre als artistes crear el ritme i els efectes de so especials mentre es movien.